# Богемия на летних Олимпийских играх 1908
Чешские спортсмены из Австро-Венгрии участвовали на летних Олимпийских играх 1908 под флагом Богемии и завоевали две бронзовые медали: индивидуальную и командную в фехтовании на саблях среди мужчин. Получение командной медали было связано со скандалом: команда Богемии прошла в финал, где проиграла команде Венгрии (также представлявшей Австро-Венгрию). В соответствии с правилами, они должны теперь были встретиться в соревновании за серебряную медаль с командой Италии, которая проиграла венграм в полуфинале. Однако представители команды Богемии заявили, что правила несправедливы, так как они уже прошли в финал, и раз проиграли борьбу за золотую медаль, то должны получить серебряную, а не сражаться за неё с теми, кто в финал не попал. Решением судей в связи с отказом команды Богемии вступить в схватку с командой Италии итальянцы получили серебряную медаль, а Богемии досталась бронзовая.

## Медалисты

### Бронза
- Вилем Гоппольд фон Лобсдорф, фехтование, сабля, индивидуальный зачёт, мужчины

- Отакар Лада, Властимил Лада-Сазавский, Вилем Гоппольд фон Лобсдорф, Бедрих Шейбал, фехтование, сабля, командный зачёт, мужчины

## Состав сборной
Борьба
Греко-римская борьба
1. Йосеф Бехыне
2. Карел Галик
3. Ярослав Тыфа
4. Мирослав Шустера

 Лёгкая атлетика
 Спортивная гимнастика
 Теннис
 Фехтование